# Восход (Лисковський район)
Восход (рос. Восход) — селище в Лисковському районі Нижньогородської області Російської Федерації.
Населення становить 99 осіб. Входить до складу муніципального утворення Берендеєвська сільрада.

## Історія
Від 2009 року входить до складу муніципального утворення Берендеєвська сільрада.

## Населення
| 2002 | 2010 |
| ---- | ---- |
| 135  | ↘99  |